# Rashad Evans
Rashad Anton Evans, född 25 september 1979 i Niagara Falls, New York, är en amerikansk MMA-utövare som tävlar i organisationen Ultimate Fighting Championship (UFC) där han var mästare i lätt tungvikt mellan december 2008 och maj 2009. Evans var obesegrad i sina 14 första MMA-matcher och har bland annat besegrat Michael Bisping, Chuck Liddell, Forrest Griffin och Quinton Jackson.

## Biografi
Evans började med brottning i high school, och under sin college-karriär som brottare vann han National Junior College championship i 75 kg 2000. Efter detta flyttade han till Michigan State University och började tävla i 79 kg.
2004 gick han fem proffs-matcher i MMA under ledning av Dan Severn och vann alla fem. Detta ledde till att han blev uttagen som en av nio tungviktare att delta i säsong två av UFC:s realityprogram The Ultimate Fighter 2005. Efter att ha besegrat bland andra Mike Whitehead och Keith Jardine på vägen besegrade han i finalen Brad Imes och vann därmed ett "sexsiffrigt" (US Dollar) treårskontrakt med UFC. 
Efter att ha gått obesegrad genom sina sju första matcher i UFC och besegrat bland andra Michael Bisping och Chuck Liddell fick han chansen mot den regerande mästaren i lätt tungvikt, Forrest Griffin, på UFC 92 den 27 december 2008. Evans vann då domaren stoppade matchen i tredje ronden och blev därmed ny mästare i lätt tungvikt. Han lyckades dock inte försvara sin titel någon gång utan förlorade den till Lyoto Machida på UFC 98 den 23 maj 2009.
Hösten 2009 var han en av tränarna i den tionde säsongen av The Ultimate Fighter.
Efter att Jon "Bones" Jones vann över Quinton "Rampage" Jackson på UFC 135 och därmed behöll sin titel, så är Rashad Evans nästa titelutmanare.

## Tävlingsfacit
| Resultat | Facit  | Motståndare     | Metod                      | Event                             | Datum             | Rond | Tid  | Plats                   | Noteringar                                               |
| Vinst    | 16-1-1 | Tito Ortiz      | TKO (slag)                 | UFC 133: Evans vs. Ortiz          | 6 augusti 2011    | 2    | 4:48 | Philadelphia, USA       |                                                          |
| Vinst    | 15-1-1 | Quinton Jackson | Domslut (enhälligt)        | UFC 114: Rampage vs. Evans        | 29 maj 2010       | 3    | 5:00 | Las Vegas, USA          |                                                          |
| Vinst    | 14-1-1 | Thiago Silva    | Domslut (enhälligt)        | UFC 108: Evans vs. Silva          | 2 januari 2010    | 3    | 5:00 | Las Vegas, USA          |                                                          |
| Förlust  | 13–1-1 | Lyoto Machida   | KO (slag)                  | UFC 98: Evans vs. Machida         | 23 maj 2009       | 2    | 3:57 | Las Vegas, USA          | Förlorade UFC:s lätt tungvikts-titel                     |
| Vinst    | 13–0-1 | Forrest Griffin | TKO (slag)                 | UFC 92: The Ultimate 2008         | 27 december 2008  | 3    | 2:46 | Las Vegas, USA          | Blev UFC:s mästare i lätt tungvikts, Fight of the Night  |
| Vinst    | 12–0-1 | Chuck Liddell   | KO (slag)                  | UFC 88: Breakthrough              | 6 september 2008  | 2    | 1:51 | Atlanta, USA            | Knockout of the Night                                    |
| Vinst    | 11–0-1 | Michael Bisping | Domslut (delat)            | UFC 78: Validation                | 17 november 2007  | 3    | 5:00 | Newark, USA             |                                                          |
| Oavgjort | 10–0-1 | Tito Ortiz      | Oavgjort (enhälligt)       | UFC 73: Stacked                   | 7 juli 2007       | 3    | 5:00 | Sacramento, USA         | Ortiz fick ett poängs avdrag efter att ha hållit i buren |
| Vinst    | 10–0   | Sean Salmon     | KO (spark)                 | UFC Fight Night: Evans vs. Salmon | 25 januari 2007   | 2    | 1:06 | Hollywood, Florida, USA | Knockout of the Night                                    |
| Vinst    | 9–0    | Jason Lambert   | KO (slag)                  | UFC 63: Hughes vs. Penn           | 23 september 2006 | 2    | 2:22 | Anaheim, USA            |                                                          |
| Vinst    | 8–0    | Stephan Bonnar  | Domslut (majoritetsbeslut) | UFC Ultimate Fight Night 5        | 28 juni 2006      | 3    | 5:00 | Las Vegas, USA          |                                                          |
| Vinst    | 7–0    | Sam Hoger       | Domslut (delat)            | UFC Ultimate Fight Night 4        | 6 april 2006      | 3    | 5:00 | Las Vegas, USA          |                                                          |
| Vinst    | 6–0    | Brad Imes       | Domslut (delat)            | The Ultimate Fighter 2 Finale     | 5 november 2005   | 3    | 5:00 | Las Vegas, USA          | Vann säsong 2 av The Ultimate Fighter                    |
| Vinst    | 5–0    | Jaime Jara      | Domslut (enhälligt)        | GC 27 – FightFest 2               | 3 juni 2004       | 3    | 5:00 | Colusa, USA             | Vann Gladiator Challenge Light Heavyweight Tournament    |
| Vinst    | 4–0    | Hector Ramirez  | Domslut (enhälligt)        | GC 27 – FightFest 2               | 3 juni 2004       | 2    | 5:00 | Colusa, USA             |                                                          |
| Vinst    | 3–0    | Bryan Pardoe    | TKO (slag)                 | GC 26 – FightFest 1               | 2 juni 2004       | 1    | 3:24 | Colusa, USA             |                                                          |
| Vinst    | 2–0    | Danny Anderson  | Submission (slag)          | Dangerzone – Cage Fighting        | 10 april 2004     | 1    | 3:09 | Osceola, USA            |                                                          |
| Vinst    | 1–0    | Dennis Reed     | Submission                 | Dangerzone – Cage Fighting        | 10 april 2004     | 1    | 0:50 | Osceola, USA            |                                                          |